# Хаджибейський район
Хаджибе́йський райо́н (до 2023 року — Малиновський) — один із чотирьох адміністративних районів міста Одеса.

## Загальні відомості
У сучасних межах Хаджибейський район створений згідно з рішенням Одеської міської ради № 197-XXIV від 26.07.02 р. «Про адміністративно-територіальний поділ міста Одеси».
Хаджибейський район розташований у Західній частині міста, його складовими є такі історичні мікрорайони, як Молдаванка, Бугаївка, Верстатобудівельник, Дальні Млини, Ближні Млини, Застава I, Застава ІІ, Черьомушки, селища: Преображенське (Ленінське), Троїцьке (Дзержинського) та Сахарне.
Характерною ознакою району є значна кількість (близько 11 тисяч) приватних будинків із присадибними ділянками.
Фольклорні портрети мешканців мікрорайонів всесвітньо відомі з творів Е. Багрицького, Й. Бабеля, які тут народилися, В. Катаєва та Л. Нікулина.
Незважаючи на географічне розташування, Хаджибейський район відомий своїми пам'ятниками архітектури й історії, особливо таких знаменитих архітекторів як Л. Ц. Оттон, А. Б. Мінкус, Б. А. Бауер, А. Н. Чічкін.
Перше Одеське шампанське «Ексцельсіор», як і перший Одеський коньяк, з'явилися на Молдаванці.
З Молдаванкою також пов'язана історія виникнення знаменитого Одеського вина «Редерер».
Хаджибейський район — це потужний економічний комплекс, на його території розташована значна кількість, 42 % промислових підприємств міста, а також підприємства будівельної галузі, оптово-торговельні організації та ін.
На території району сконцентрована значна кількість науково-дослідних і проектно-конструкторських організацій: Селекційно-генетичний інститут, Державне підприємство "Науково-дослідний інститут «Шторм» Міністерства промислової політики України, проектно-пошуковий інститут «Укрпівденгіпроводгосп» тощо.
Найстарша медична установа району — міська Єврейська лікарня швидкої медичної допомоги, яка була заснована у 1800 році.
Територією району проходять основні транспортні магістралі, що з'єднують місто з аеропортом, залізничним вокзалом (ст. Одеса-Головна), автовокзалом, які є в'їзними воротами західних та південних районів Одеської області; автомагістральні виходи до Києва, Санкт-Петербурга, Кишинева, Ізмаїла, Білгород-Дністровського.
Згідно з рішенням виконавчого комітету Одеської міської ради № 35 від 08.01.03 р. Малиновський район встановлений в межах: підприємств 6-го км Овідіопольської дороги, території аеропорту «Центральний» включно санітарно-захисної зони аеропорту, вул. 25-ї Чапаєвської дивізії включно забудову по обидві сторони вулиці, стоянки і ринки, вул. Варненська парна сторона включно парк ім. М. Горького, вул. Валентини Терешкової, вул. Космонавтів, 4-28, Адміральський проспект, 42-2, Фонтанська дорога, 12-4-а, вул. Артилерійська, 1/1-1/4, Люстдорфська дорога, 2, 2-ий Християнський цвинтар, вул. Водопровідна, 13-а, пров. Високий парна сторона, вул. Мечникова, 106—128, вул. Разумовська непарна сторона, вул. Михайла Грушевського непарна сторона, Ленінградське шосе непарна сторона, межа міста до підприємств 6-го км Овідіопольської дороги.
- Населення району — 242,9 тис. ос.
- Трудові ресурси — 144,98 тис. ос.
- Пенсіонери — 57,8 тис. ос.
- Малозабезпечені громадяни — 10,2 тис. ос.
- Безробітні — 1,9 тис. ос.
- Протяжність доріг району — 264,8 км
- Територія району — 89,7 км²

## Перейменування
3 травня 2023 року рішенням Одеської міської ради Малиновський район був перейменований на Хаджибейський.

## Навчальні заклади
На території Хаджибейського району працюють 5 вищих навчальних заклади ІІІ-IV рівня акредитації, 8 навчальних закладів І—ІІ рівня акредитації, 2 навчальних заклади системи профтехосвіти, 4 приватних школи, 30 загальноосвітніх закладів, в тому числі 3 гімназії, ліцей, вечірня школа; 2 загальноосвітні школи-інтернати, 6 позашкільних закладів, 23 дошкільних навчальних закладів, а також 5 відомчих дошкільних установи.

## Лікувальні установи
На території Хаджибейського району розташовані 2 міські клінічні лікарні, 8 поліклінік, у тому числі дитяче поліклінічне відділення та міська дитяча поліклініка, підстанція швидкої допомоги, жіноча консультація, 4 стоматологічні поліклініки, у тому числі 2 дитячі. Також на території району розташовані 4 відомчих лікувальні установи.

## Транспорт

### Трамвайні маршрути
- № 7 вул. Паустовського — Люстдорф
- № 5 Аркадія — Автовокзал
- № 10 вул. І. Рабіна — пл. Тираспольська
- № 11 Старосінна площа — ст. Товарна
- № 12 Херсонський сквер — Слобідський ринок
- № 13 пл. Старосінна — ж/м Шкільний
- № 15 Слобідський ринок - ст. Товарна
- № 21 Застава ІІ — пл. Тираспольська
- №26 Старосінна площа — 11-а станція Люстдорфської дороги (працює у "годину пік")
- № 31 Залізничний вокзал — Люстдорф (нічний, тимчасово не курсує)

### Тролейбусні маршрути
- № 3 Застава І — парк ім. Шевченка
- № 8 Суперфосфатний завод — Залізничний вокзал
- № 9 вул. Інглезі— вул. Рішельєвська
- № 10 вул. Інглезі — Пересипський міст
- № 12 вул. Архітекторська — Приватбанк
- № 13 вул. Інглезі — Аркадія (літній маршрут)
- № 14 Залізничний вокзал — Аеропорт (тимчасово не курсує).